# Geely Automobile
Geely Automobile (kinesiska: 吉利汽車?, pinyin: Jílì Qìchē, ungefär ”Lyckans automobil”) är en kinesisk fordonstillverkare som utgör ett samriskföretag mellan Zhejiang Geely Holding Group, ett privatägt kinesiskt företag, och Geely Automobile Holding Limited, ett bolag noterat på Hongkongbörsen med juridisk hemvist på Caymanöarna. Zhejiang Geely Holding Group vilket även är köpare till Volvo Personvagnar ägs av Li Shufu och hans son, men Li Shufu kontrollerar också 51 procent av aktierna i det börsnoterade Geely Automobile Holding Limited genom konsortiet Proper Glory Holding.
Geely Automobile, som inledde sin verksamhet 1997 under namnet Guoron Holding, har utvecklats till en av de största biltillverkarna i Kina. I början av 2000-talet bildades biltillverkaren Shanghai Maple Guorun Automobile och 2003 inledde Guron Holdings ett samriskföretag tillsammans med Zhejiang Geely Holding Group om fordonstillverkning i Zhejiang-provinsen. Även om Geely Automobile är privat företag, så har det styrande kommunistpartiet particeller på företaget, på samma sätt som i andra privata företag.
Geely var den första kinesiska biltillverkaren som varit representerad på Frankfurts bilmässa och Detroits bilmässa, 2006. Deras bilar har exporterats och sålts i vissa länder men märkets debut i USA har skjutits upp efter dåliga resultat i krocktester. Den ryska motortidningen AutoReview krocktestade Geely Otaka (CK) med mycket dåligt resultat.
Krocken gjordes i 64 km per timme, föraren och passageraren hade uppskattningsvis 10% chans att överleva.

## Modeller

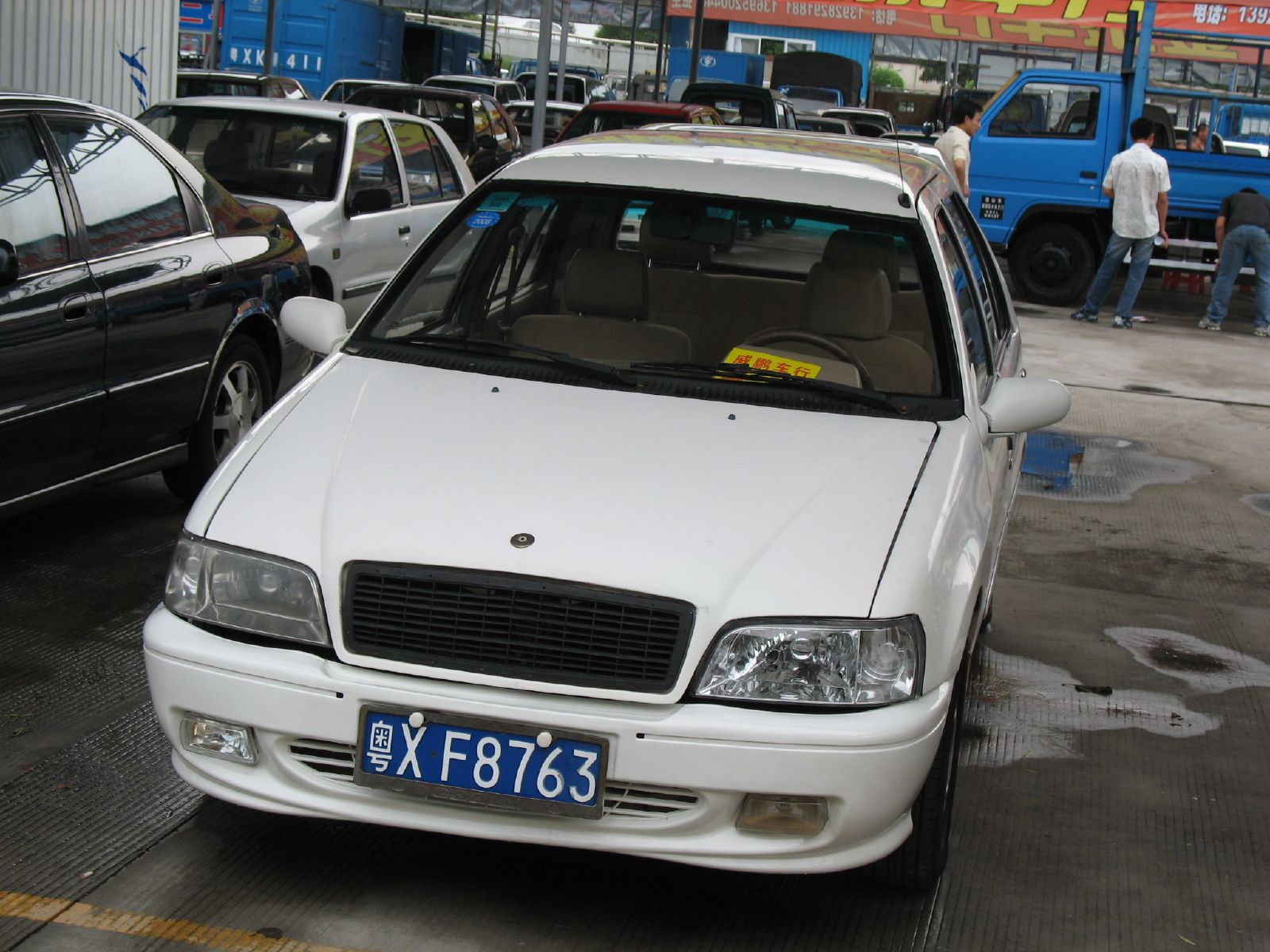
Geely HQ
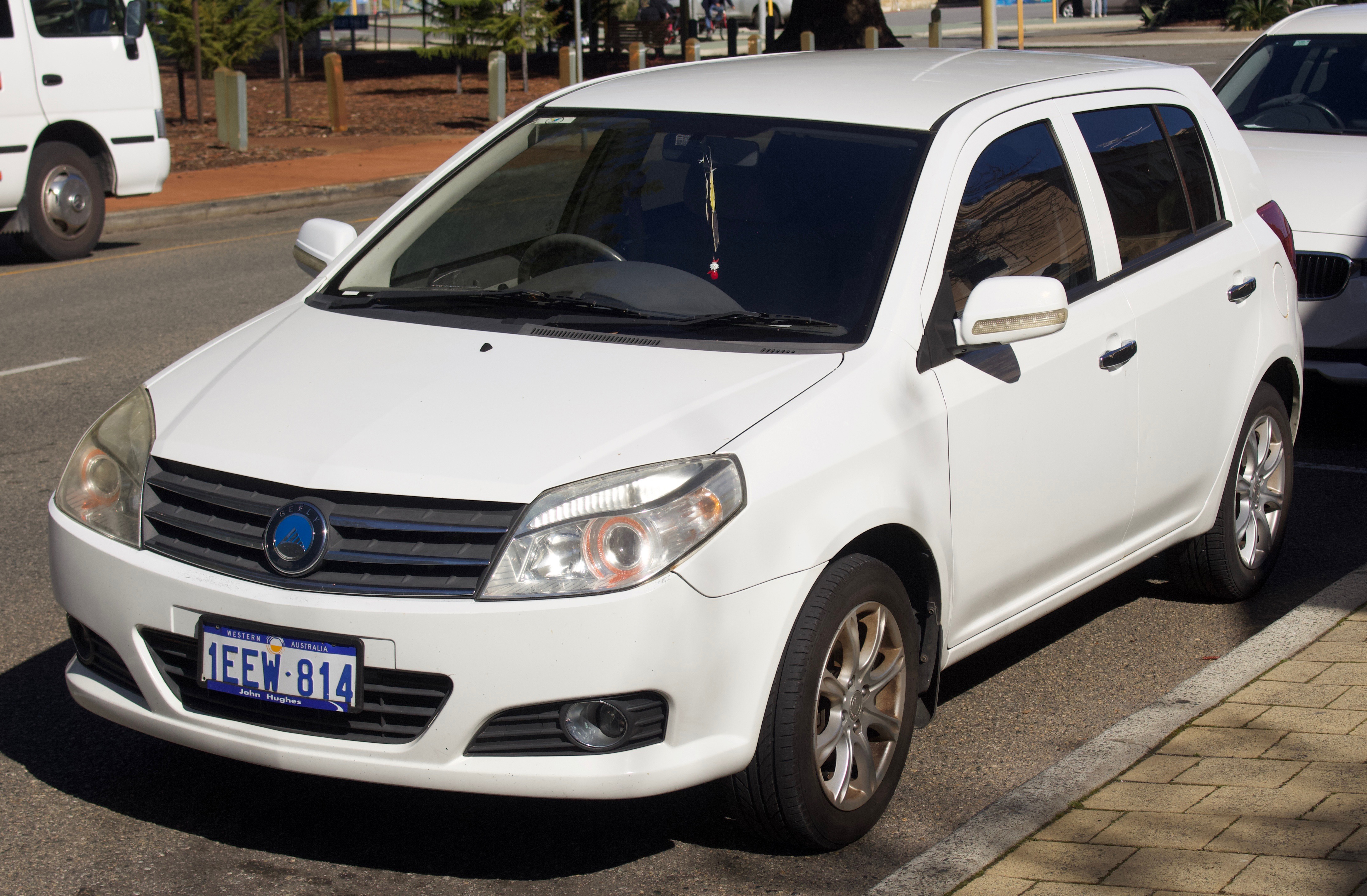
Geely MK
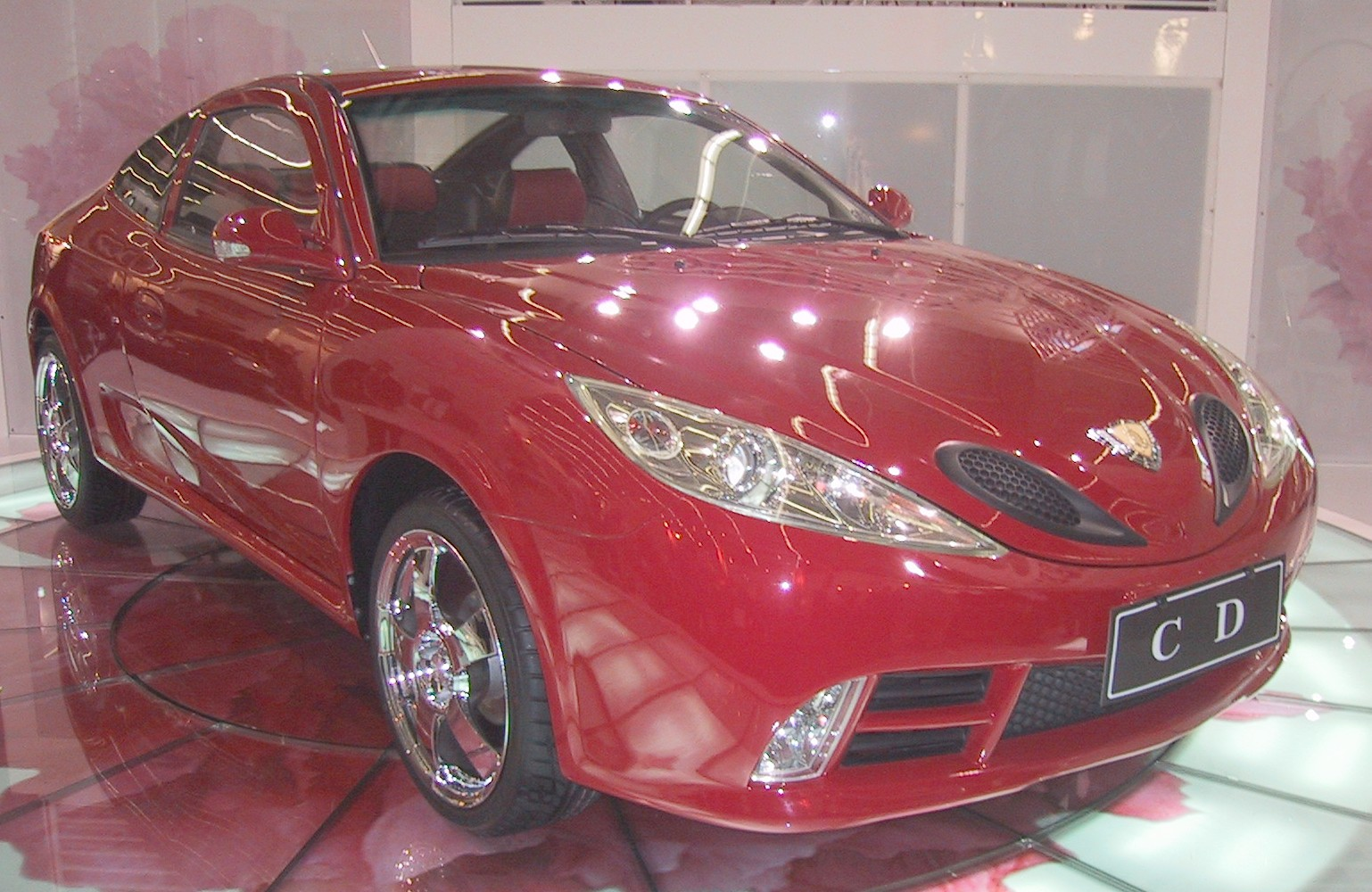
Geely CD

- Geely HQ (豪情, 1998)
- Geely MR (美日, Merrie, 2000)
- Geely BL (美人豹, Beauty Leopard, 2002)
- Geely PU (2004)
- Geely CK (Freedom Cruiser, 2005)
- Geely MK (金刚, KingKong, 2006)
- Geely FC (远景, Vision, 2006)
- Geely Panda (熊貓, 2008)
- Geely China Dragon (中國龍, 2008)
- Emgrand EC7 (2009)
- Emgrand EC8 (2009)

Under dotterbolaget Shanghai Maple
- Maple Huapu (华普, 2003)
- Maple Hisoon (海迅, 2003)
- Maple Marindo (海域, 2004)
- Maple Hysoul (海尚, 2005)